# Sloanea sterculiacea
Sloanea sterculiacea är en tvåhjärtbladig växtart som först beskrevs av George Bentham, och fick sitt nu gällande namn av Rehder & E.H. Wilson. Sloanea sterculiacea ingår i släktet Sloanea och familjen Elaeocarpaceae. Utöver nominatformen finns också underarten S. s. assamica.